# Joel Murray
Joel Murray (Wilmette, 17 de abril de 1963) é um ator norte-americano. Ele teve papéis de destaque em séries de televisão como Mad Men, Dharma and Greg e Shameless. Também atuou em filmes como Monsters University e Hatchet.

## Primeiros anos
Murray nasceu e cresceu em Wilmette, Illinois, um subúrbio de Chicago. É um dos nove filhos de Lucille Collins, uma funcionária do correio, e Edward Joseph Murray II, um vendedor de madeira processada. Ele foi criado em uma família de religião católica irlandesa. É o irmão mais novo dos atores Bill Murray, Brian Doyle-Murray e John Murray. Seu pai morreu em 1967 aos 46 anos, por complicações do diabetes. No ensino médio, Joel era capitão do time de futebol e ator principal de musicais da escola. Atuou em vários teatros de improvisação em Chicago, como o The Second City.

## Carreira
Murray desempenhou seus primeiros papéis na televisão nas séries Grand em 1990, Pacific Station em 1991 e Love & War em 1992, mas o papel que o tornou conhecido internacionalmente foi o de Pete Cavanaugh na série Dharma & Greg, produzida pela ABC. Apareceu em programas de televisão como The Nanny, Malcolm in the Middle, Blossom, Criminal Minds, Shameless, Joan of Arcadia, Dois Homens e Meio, e The Big Bang Theory. Joel apareceu na primeira, segunda e quarta temporada da série Mad Men, vencedora do Emmy, no papel do redator Freddy Rumsen.
O primeiro trabalho de Murray no cinema foi na comédia One Crazy Summer de 1986. Em 1992, participou do filme Shakes the Clown. Seus outros créditos incluem Scrooged, com os irmão Bill, Brian e John; Hatchet (2006), no qual desempenhou o papel de Doug Shapiro; The Artist (2011), onde interpretou um bombeiro; e Monsters University, no qual dublou o personagem Don Carlton.

## Vida pessoal
Casado desde 1989 com a atriz Eliza Coyle, tem três filhos (Hank, Gus e Louie) e uma filha (Annie). Com os irmãos, ele é dono de um restaurante com temática country, o Murray Brothers "Caddyshack" (gerenciado por seu irmão Andy), batizado em homenagem a um filme de comédia de 1980 protagonizado por seus irmãos Bill e Brian. Ele passa o tempo livre escrevendo, jogando golfe e treinando seus filhos no beisebol, vôlei e basquete. Atualmente reside em Cheviot Hills, Califórnia.